# Cycles (album av Rotten Sound)
Cycles är det femte albumet av det finska grindcorebandet Rotten Sound, släppt genom Spinefarm Records.

## Låtlista
1. "The Effects"
2. "Praise the Lord"
3. "Blind"
4. "Units"
5. "Corponation"
6. "Colonies"
7. "Poor"
8. "Days to Kill"
9. "Deceit"
10. "Caste System"
11. "Alternews"
12. "Simplicity"
13. "Enigma"
14. "Decimate"
15. "Victims"
16. "Sold Out"
17. "Feet First"
18. "Trust"

## Medverkande
- Keijo Niinimaa - sång
- Mika Aalto - gitarr
- Toni Pihlaja - bas
- Sami Latva - trummor